# All-Star Game LNB 2016
Le All-Star Game LNB 2016 est la 31e édition du All-Star Game LNB. Il se déroule le 29 décembre 2016 à l'AccorHotels Arena de Paris. L’équipe des All-Stars étranger bat l’équipe des All-Stars français (130-129). Tim Blue et Wilfried Yeguete sont les meilleurs marqueurs de la rencontre (21 points). John Roberson est élu MVP. L'événement est diffusée sur SFR Sport 2.

## Joueurs

### All-Stars français
| Position    | Joueur           | Équipe           |
| ----------- | ---------------- | ---------------- |
| Meneur      | Axel Julien      | Dijon            |
| Arrière     | Paul Lacombe     | Strasbourg       |
| Ailier      | William Howard   | Hyères-Toulon    |
| Ailier fort | Wilfried Yeguete | Le Mans          |
| Pivot       | Moustapha Fall   | Chalon-sur-Saône |

| Position    | Joueur          | Équipe                  |
| ----------- | --------------- | ----------------------- |
| Ailier fort | Alain Koffi     | Pau-Lacq-Orthez         |
| Arrière     | Édouard Choquet | Châlons-Reims           |
| Meneur      | Jérémy Nzeulie  | Chalon-sur-Saône        |
| Arrière     | Nicolas Lang    | ASVEL Lyon-Villeurbanne |
| Ailier fort | Ousmane Camara  | CSP Limoges             |
| Meneur      | David Michineau | Hyères-Toulon           |
| Pivot       | Vincent Poirier | Paris-Levallois         |

### All-Stars étrangers
| Position    | Joueur              | Équipe                  |
| ----------- | ------------------- | ----------------------- |
| Meneur      | D.J. Cooper         | Pau-Lacq-Orthez         |
| Arrière     | Serhiy Hladyr       | AS Monaco               |
| Ailier      | Spencer Butterfield | Nanterre 92             |
| Ailier fort | Tim Blue            | Antibes                 |
| Pivot       | Darryl Watkins      | ASVEL Lyon-Villeurbanne |

| Position    | Joueur          | Équipe                  |
| ----------- | --------------- | ----------------------- |
| Ailier fort | Cameron Clark   | Chalon-sur-Saône        |
| Pivot       | Dario Hunt      | Nancy                   |
| Ailier fort | Jakim Donaldson | Le Portel               |
| Arrière     | Jason Rich      | Paris-Levallois         |
| Meneur      | John Roberson   | Chalon-sur-Saône        |
| Ailier      | Mark Payne      | Châlons-Reims           |
| Meneur      | Walter Hodge    | ASVEL Lyon-Villeurbanne |

### Entraîneurs
Zvezdan Mitrović (AS Monaco), assisté de Cédric Heitz (Charleville-Mézières), dirige l’équipe des All-Stars français. Jean-Denys Choulet (Châlon-sur-Saône), assisté de Rémi Giuitta (Provence Basket), dirige l’équipe des All-Stars étrangers.
| 29 décembre 2016 20h15 | Rapport | Français                                                 | 129-130                  | Etrangers                                      |  | AccorHotels Arena, Paris Affluence : 15 000 Arbitres : Mathieu Hosselet Abdel Hamzaoui Grégory Dubois | SFR Sport 2 |
| 29 décembre 2016 20h15 | Rapport | Score par quart-temps : 34-32, 35-39, 31-34, 29-25       |                          |                                                |  | AccorHotels Arena, Paris Affluence : 15 000 Arbitres : Mathieu Hosselet Abdel Hamzaoui Grégory Dubois | SFR Sport 2 |
| 29 décembre 2016 20h15 | Rapport | Score par mi-temps : 69-71, 60-59                        |                          |                                                |  | AccorHotels Arena, Paris Affluence : 15 000 Arbitres : Mathieu Hosselet Abdel Hamzaoui Grégory Dubois | SFR Sport 2 |
| 29 décembre 2016 20h15 | Rapport | Wilfried Yeguete, 21 Wilfried Yeguete, 8 Lang, Julien, 9 | Points Rebonds Passes d. | Tim Blue, 21 Darryl Watkins, 8 D.J. Cooper, 11 |  | AccorHotels Arena, Paris Affluence : 15 000 Arbitres : Mathieu Hosselet Abdel Hamzaoui Grégory Dubois | SFR Sport 2 |

## Concours
Concours des meneurs :
- Notes: 
  - Demi-finales : Benjamin Sene bat Ángel Rodríguez : 2-0 / Frank Ntilikina bat D.J. Cooper : 2-0
  - Finale : Benjamine Sene (Nancy) - Frank Ntilikina (Strasbourg) : 2-1

| Pos.   | Joueur          | Équipe          | taille | Premier tour | Finale |
| ------ | --------------- | --------------- | ------ | ------------ | ------ |
| Meneur | Benjamin Sene   | Nancy           | 1,88 m | 2            | 2      |
| Meneur | Frank Ntilikina | Strasbourg      | 1,93 m | 2            | 1      |
| Meneur | Ángel Rodríguez | Cholet          | 1,80 m | 0            |        |
| Meneur | D.J. Cooper     | Pau-Lacq-Orthez | 1,83 m | 0            |        |

Concours de tirs à 3 points :
| Pos.           | Joueur             | Équipe           | taille | Premier tour | Finale |
| -------------- | ------------------ | ---------------- | ------ | ------------ | ------ |
| Meneur-Arrière | Heiko Schaffartzik | Nanterre 92      | 1,83 m | 27           | 21     |
| Meneur         | John Roberson      | Châlon-sur-Saône | 1,80 m | 22           | 19     |
| Meneur         | Rémi Lesca         | Paris-Levallois  | 1,80 m | 19           |        |
| Arrière        | Klemen Prepelič    | CSP Limoges      | 1,91 m | 14           |        |

Concours de dunks :
- Notes: 
  - Les joueurs sont évalués sur deux dunks lors de chaque manche.
  - Le vainqueur est désigné par le public de Bercy à l'applaudimètre.
  - Les notes représentent le nombre de décibels.

| Pos.        | Joueur         | Équipe           | Taille | Premier tour | Finale |
| ----------- | -------------- | ---------------- | ------ | ------------ | ------ |
| Arrière     | Jérémy Nzeulie | Chalon-sur-Saône | 1,89 m | 196          | 194    |
| Meneur      | Deonte Burton  | Lille            | 1,85 m | 196          | 191    |
| Ailier fort | Abdoulaye Loum | Chalon-sur-Saône | 2,11 m | 191          |        |
| Arrière     | Micah Downs    | Orléans          | 2,03 m | 189          |        |